# クナン
クナン（モンゴル語: Qunan,中国語: 忽難,? - ?）とは、13世紀初頭にチンギス・カンに仕えたゲニゲス（キンキト）氏出身の千人隊長。1206年にクナン率いる千人隊はチンギス・カンの長男ジョチに分封され、ジョチ・ウルスの基盤となった。
『元朝秘史』などの漢文史料では忽難(hūnán)、『集史』などのペルシア語史料ではقونان نویان(Qūnān Nūyān)或いはکینگقیادای نویان（Kīngqīdāī Nūyān）と記される。クナン・ノヤン、キンキヤタイ・コルチ・ノヤンとも。

## 概要
『元朝秘史』によると、クナンはタイチウト氏を率いるジャムカとキヤト氏の長テムジン（後のチンギス・カン）が対立したとき、ダアリタイ・オッチギンらとともにジャムカを見限ってテムジンの陣営に馳せ参じたという。
1206年、チンギス・カンがモンゴル帝国を建国すると、クナンは四駿四狗やクイルダル・ジュルチェデイらに次いで以下のようにその功績を賞賛された。
更にチンギス・カンは「我が子等の長はジョチなるぞ。クナンは己がゲニゲスの頭となって、ジョチの下に万戸（トゥメン）の長となっておるように」と述べ、クナンの率いるゲニゲス千人隊をジョチに分封した。ジョチに分封されたモングウルのシジウト千人隊、フーシダイ（ケテ）のフーシン千人隊、バイクのフーシン千人隊、そしてクナンのゲニゲス千人隊は後のキプチャク草原〜東欧を広く支配するジョチ・ウルスの原型となった。
ジョチの死後、ジョチの4千人隊は2分されてモングウルとバイクの2千人隊はバトゥが、クナンとフーシダイの2千人隊はオルダが、それぞれ継承した。『集史』「キンキト部族志」によると、クナン・ノヤンの子孫フラン（hūrān,هوران）がオルダの子孫コニチに仕えて著名となったという。

## ゲニゲス/キンキト氏
クナンの出身氏族については史料上に記述が少なく、『元朝秘史』では「ゲニゲス（Geniges >génígésī,格泥格思）」、『集史』では「キンキト（Kinkit >kīnkīt,کینکیت）」と伝えている。「ゲニゲス」と「キンキト」では全く異なる名称に見えるが、モンゴル文字・アラビア文字ともにKとGの字形は類似しているため、同一の集団（KNK?）を指すものと見られる。
また、『元朝秘史』はカイドゥの息子チャウジン・オルテゲイからオロナウル・コンゴタン・アルラト・スニト・カブトルカス・ゲニゲスの6氏族が生じたとするが、この伝承は『集史』に全く見られず、疑わしいものとされている。モンゴル帝国においてゲニゲス/キンキト出身で名を残したのは事実上クナンの一族のみであった。

## 子孫
ブハラ・ハン国で編纂された『チンギズ・ナーマ』には、オロス・ハンの治世に活躍した「ゲネゲス・クガンの息子ダルウィシャク・ムルザ(Keneges Quġan oġlï Darwišak Mïrzanï)」なる人物について言及している。『チンギズ・ナーマ』によると、オロス・ハンがトクタミシュ・オグランを殺害しようとしたとき、チャガタイ・ウルスへの使者として派遣されていたダルウィシャク・ムルザは偶然出会ったトクタミシュを保護し、チャガタイ・ウルスのティムールに引き合わせたという。
トクタミシュがオロス・ハンの下を逃れてティムールに助成を請い、ティムールの援助を得ることでオロス・ハンを打倒しハンに即位したことは史実であるが、『チンギズ・ナーマ』の伝えるような逸話があったかは定かではない。ただし、「ゲネゲス・クガンの息子ダルウィシャク・ムルザ」はクナンの率いるゲニゲス千人隊の後裔であると考えられている。

## 初期ジョチ・ウルスの4千人隊

### オルダ・ウルス
- ゲニゲス部のクナン・ノヤン（Qunan ＞忽難/hūnán,قونان نویان/qūnān nūyān）
- フーシン部のケテ(フーシダイ)（Kete ＞客帖/kètiē,هوشیتای/hūshītāī）

### バトゥ・ウルス
- シジウト部のモンケウル（Möngke'ür ＞蒙古兀児/mēnggǔwūér,منگکور/mungkūr）
- フーシン部のバイク（Baiqu ＞بایقو/bāīqū）